# 33è Esquadró de la RAF
El '33è Esquadró de la RAF, amb seu a RAF Benson, Oxfordshire. que usa l'helicòpter Puma HC.1.

## Paper actual
Actualment forma part del Cos d'Helicòpters de Suport de la RAF, pertanyent al Comandament Conjunt d'Helicòpters.
Format el 1971 a RAF Odiham com a primer esquadró de suport Puma, l'esquadró ha participat en un gran nombre d'operacions. Entre aquestes s'inclouen la Guerra del Golf de 1991, l'Operació Agrícola, el cos de l'OTAN a Kosovo, l'Operació Barwood a Moçambic, les operacions de l'OTAN a la Guerra de Bòsnia i a Iraq durant l'Operació Telic.

## Història
El 33è Esquadró va ser format com a part del 12è Esquadró a Filton el 12 de gener de 1916. Durant la resta de la Primera Guerra Mundial l'esquadró va estar destinat en la defensa local a Lincolnshire, en protecció dels atacs aeris contra el nord d'Anglaterra. El seu quarter general estava a Gainsborough, des d'on els avions s'enlairaven des de 3 bases diferents: RAF Scampton (A Flight), RAF Kirton in Lindsey (B Flight) i RAF Elsham Wolds (C Flight). Tot i múltiples intercepcions, l'esquadró no va anotar-se cap victòria aèria, i va ser dissolt al juny de 1919.
El 1929 va ser reformat com a unitat de bombarders, equipada primerament amb Hawker Horsley i, el gener de 1930, va ser el primer esquadró a rebre els nous Hawker Hart. El 1935 va ser destinat a l'Orient Mitjà, on va prendre part en la crisi abissínia a Egipte i en la policia aèria a Palestina.
Amb l'excepció d'una breu estada a Grècia i a Creta el 1941 (època en què l'esquadró va ser comandat per Marmaduke Pattle, un dels màxims asos de la RAF), el 33è Esquadró va romandre a l'Orient Mitjà durant la major part de la Segona Guerra Mundial. Equipat inicialment amb els Gloster Gladiators, posteriorment va rebre Hurricanes i volà en suport de l'exèrcit al desert occidental, incloent la batalla d'El Alamein. Tornà al Regne Unit el 1944, sent equipat amb Supermarine Spitfire, i posteriorment amb Hawker Tempest, volant pel nord-oest europeu. Després de la guerra va romandre a Alemanya fins al 1949. Entre 1940 i 1945 va reclamar unes 200 victòries aèries.
Entre 1949 i 1970, el 33è Esquadró va estar estacionat a l'Extrem Orient. Inicialment els seus Tempests van participar en missions d'atac aire-terra durant les operacions contra les guerrilles comunistes a Malàisia. Al març de 1965 esdevingué una unitat de míssils terra-aire Bloodhound, estacionada a Malàisia.

## Aeronaus emprades
- Royal Aircraft Factory B.E.2 usat entre Gener de 1916 i Novembre de 1916
- Royal Aircraft Factory F.E.2 usat entre Novembre de 1916 i Juny de 1918
- Bristol F.2 Fighter usat entre Juny de 1918 i Agost de 1918
- Avro 504 usat entre Agost de 1918 i Juny de 1919
- Hawker Horsley usat entre Març de 1929 i Febrer de 1930
- Hawker Hart usat entre Febrer de 1930 i Febrer de 1938
- Gloster Gladiator usat entre Febrer de 1938 i Octubre de 1940
- Hawker Hurricane usat entre Setembre de 1940 i Desembre de 1943
- Supermarine Spitfire usat entre Febrer de 1943 i Desembre de 1944 i des de novembre de 1945 fins a 1946
- Hawker Tempest usat entre Desembre de 1944 i Novembre de 1945 (Tempest V) i entre 1946 i 1951 (Tempest F.2)
- de Havilli Hornet usat entre 1951 i Març de 1955
- de Havilli Venom usat entre Octubre de 1955 i Gener de 1957
- Gloster Meteor usat entre Octubre de 1957 i Agost de 1958
- Gloster Javelin usat entre Juliol de 1958 i Novembre de 1962
- Bristol Bloodhound (Míssil)